# Розкішне (Голованівський район)
Розкі́шне — село в Голованівській громаді Голованівського району Кіровоградської області України. Населення становить 301 осіб.

## Населення
Згідно з переписом УРСР 1989 року чисельність наявного населення села становила 307 осіб, з яких 125 чоловіків та 182 жінки.
За переписом населення України 2001 року в селі мешкала 301 особа. 100 % населення вказало своєю рідною мовою українську мову.

## Відомі люди
- Каневський Олександр Денисович (1923—2005) — Герой Радянського Союзу.
- Чамлай Борис Феоктистович (* 1931) — український поет-сатирик
- Коханюк Олег Леонідович — головний агроном товариства "Агропромислова компанія «Розкішна»